# Uloga srpskih medija u ratovima za Veliku Srbiju
Uloga srpskih medija u Domovinskom ratu i ratu Bosni i Hercegovini predmet je rasprava u znanstvenoj i općoj javnosti. Sve su izraženije tvrdnje kako su srpski mediji bili glavno propagandno sredstvo Slobodana Miloševića i velikosrpskih ideologa kojim su širili šovinizam, ksenofobiju i mržnju među širokim slojevima srpskog stanovništva u SFR Jugoslaviji.
Srpski mediji bili su skoro u potpunosti usmjereni na mobilizaciju srpske javnosti za podršku ratu izazivanjem negativnih emocija kao što su strah i mržnja. Nimalo se nije brinulo o činjenicama, pa čak i tehničkim detaljima koji bi mogli kompromitirati takvu djelatnost. Smatra se da su mediji odigrali ključnu ulogu u pripremi za rat i da bez njihova sudjelovanja ne bi mogli biti počinjeni masovni ratni zločini koji su se dogodili nad nesrpskim stanovništvom.
Zahvaljujući tome što su i ne-Srbi kao stanovnici susjednih država bili izloženi takvoj srpskoj propagandi, ta propaganda je kod njih izazivala reakciju u pogledu na straha i mržnju prema Srbima, pa je upravo srpska ratna propaganda rabljena kao jedno od sredstava hrvatske, bošnjačke, a nešto kasnije i albanske ratne propagande. U tome se kao jedan od primjera ističe TV-emisija Slikom na sliku Hrvatske radiotelevizije u kojoj je upravo propagandni materijal Radiotelevizije Srbije bio vrlo popularan kao dio sadržaja.  
Ovo se razdoblje smatra „najmračnijim i najsramotnijim poglavljem u povijesti novinarstva u Srbiji”.[nedostaje izvor] Glavni predvodnici ratnohuškačke propagande bili su novinari i urednici Radio televizije Srbije (RTS-a), dnevnih listova Politika, Politika ekspres i Večernje novosti. Mnogi novinari koji su sudjelovali u stvaranju ratne propagande su i dalje na nekim položajima u medijima.
Srpska propaganda tijekom velikosrpske agresije i njezina uloga jedna je od točaka optužnice Međunarodnog suda za ratne zločine počinjene na području bivše Jugoslavije (MKSJ-a) protiv bivšeg srbijanskog predsjednika Slobodana Miloševića. Svjesno širenje lažnih vijesti i poruka preko srbijanskih i crnogorskih državnih medija izvješćivali su o etničkim napadima bosanskih Muslimana i Hrvata protiv srpskoga stanovništva.

## Početci ratne propagande
Državni mediji, a posebno Radiotelevizija Beograd (RTB, današnji RTS), su još od 1980-ih namjerno sijali dezinformacije o zločinima nad Srbima na Kosovu, uključujući silovanja Srpkinja, i vodili kampanju s ciljem širenja negativnog mišljenja o Albancima.
Pored televizije, srpska vlast je direktno nadzirala novinsku agenciju TANJUG i dnevni list Večernje novosti, a preko vodećih ljudi i dnevne listove Politika i Politika ekspres koji su postali vodeća propagandna glasila. RTS je pretrpela velike kadrovske promjene na početku rata u Hrvatskoj. Novinari koji nisu pristali na propagandno izvještavanje, gurnuti su u drugi plan, smanjene su im plaće i šikanirani su. Postojalo je svega nekoliko glasila koja nisu bili pod nadzorom vlasti.
Mobilizirano svakodnevnom propagandom preko “Politike”, “Ekspresa”, “Večernjih novosti” i RTS-a, srpsko javno mnijenje je u trenutku kad su na prostoru SFRJ počeli prvi sukobi već bilo spremno za sudjelovanje u borbi protiv mnogobrojnih srpskih "neprijatelja". Do 1991. histerija režimskih medija bila je svakodnevna. Psihičko silovanje, koje je srpska javnost preživljavala iz dana u dan gledajući leševe u krupnim kadrovima ili čitajući izvještaje s monstruoznim detaljima, omogućilo je mobilizaciju „instikata“ u korist jednog režima, odnosno ideologije. Izmišljalo se sve, od zločina protiv čovječnosti do tvrdnji kako Stipe Mesić, predsjednik Predsjedništva SFRJ hrvatske narodnosti, nosi bradu da mu se ne vidi tetovirano slovo "U" na licu.
Procjenjuje se da su mediji pod kontrolom Miloševića svakodnevno stizali do više od 3,5 milijuna osoba. S obzirom na nedostatak pristupa alternativnim vijestima, francuski profesor De la Brosse smatra da je iznenađujuće velika bila otpornost na ratnu propagandu među Srbima, što su pokazivali Antiratni prosvjedi u Beogradu 1991. i izbjegavanjem novačenja te bjegova iz vojske.

## Renaud de la Brosse
Prema francuskom profesoru Renaudu de la Brosseu sa Sveučilišta u Reimsu i svjedoka kojega je pozvalo tužiteljstvo ICTY-a, Milošević je počeo s preuzimanjem nadzora nad medijima u 1986. – 87. godini, a proces je dovršen 1991. godine. Prema De la Brosse srbijanske vlasti rabile su medije kao oružje u svojoj vojnoj agresiji: „Posebno u Srbiji mediji su korišteni za šovinističke svrhe kao dio dobro osmišljenog plana i to je bio dio strategije osvajanja i potvrda identiteta.
Prema De la Brosseu velikosrpska šovinistička ideologija putem povijesnog mita koji se je temeljio djelomično na porazu Srbije od Otomanskog carstva u Bitci na Kosovu polju, a drugi dio na genocidu ustaša tijekom Drugoga svjetskoga rata. Rast hrvatskoga nacionalizma i hrvatska želja za neovisnošću probudili su strah, osobito u hrvatskim krajevima sa srpskom većinom. Novi je srpski identitet stvoren, Hrvati su nazivani ustašama a Bošnjaci muslimani Turcima.

## Sadržaj ratne propagande
U srpskim medijima pod kontrolom režima, Albanci su prikazani kao divlja skupina, nesposobna za bilo što osim za razmnožavanje; Hrvati su prikazani kao neoustaše, fašisti, željni da sve Srbe još jednom pokolju i istjeraju s “vekovnih ognjišta”; Slovenci su prikazani kao hladni, cinični i sebični, zaboravljivi za srpsku pomoć u Drugom svjetskom ratu; Muslimani su prikazani kao islamisti koji sanjaju o džihadu, nezahvalni Srbima iz čijeg su “genetskog koda” proizašli.
Režim je dozvolio i poticao da u medijima ovlada atmosfera u kojoj je govor mržnje predstavljao uobičajeni način izražavanja i opće jezične prakse. Mediji su stvarali i stvorili uvjerenje da iskazivati mržnju prema pripadnicima nesrpskih naroda predstavlja slobodu govora, da ubojstvo ne-Srbina koji javno prikazuje svoje protivljenje srpskoj politici ne predstavlja zločin koji se mora istražiti i počinitelj kazniti, da je pravo nesrpskih naroda bivše SFRJ na suverenost u svojim republikama manje od prava na suverenost, kako u Srbiji tako i u ostalim republikama SFRJ u kojima žive srpske etničke zajednice, da pravo općenito a posebno međunarodno javno i humanitarno pravo - nemaju vrijednost po sebi, već da su vrijedni samo onoliko koliko pozivanje Miloševićevog režima na njega doprinosi ostvarenju srpskog nacionalnog programa i očuvanju vlasti režima. Iz Analize pripremljene za međunarodnu konferenciju o medijima u bivšoj SFRJ, održanoj 2002. godine u Nizozemskoj.
Hrvati su često kolektivno nazivani ustašama, a bosanski muslimani pogrdno balijama. Srpska propaganda je prikazivala bosanske muslimane kao nasilne ekstremiste i islamske fundamentaliste. Albanci su nekada označavani kao protujugoslavenski kontrarevolucinari, nekada kao muslimanski silovatelji monahinja, ali suština je uvijek bila u tome da Kosovo mora ponovo biti Srbija.

## Primjeri ratne propagande

### Bošnjaci hranili lavove sa Srbima
Srpski tisak tvrdio je da su bošnjačke Sarajevske vlasti u komadima ili u cjelini, bacali Srbe lavovima u Zoološkom vrtu u Sarajevu... Prema riječima Nezavisnog udruženja novinara Srbije (NUNS), "TV Beograd, u svom dnevniku u 19:30 časova, koji gleda više miliona gledalaca, tako objavljuje informaciju koju je radio-vezom iz Sarajeva dojavila njegova reporterka koja se nalazi na licu mjesta: „Muslimanski ekstremisti dosetili su se valjda najstravičnijeg načina mučenja na planeti. Protekle noći, srpsku nejač žive su bacali u kaveze lavovima u zoološkom vrtu ,,Pionirska dolina". Tako javlja srpska patrola.“

### "40 zaklanih beba u Vukovaru"
Jedna od propagandnih izmišljotina koja je ostavila najdublji trag bila je ona o "40 zaklanih beba iz Vukovara". Ova laž je puštena u javnost tijekom bitke za Vukovar. Dan uoči pokolja 264 hrvatskih zarobljenika i civila na Ovčari, srpski mediji su objavili da je u jednom podrumu nađeno 40 ubijene i „iskasapljene“ srpske djece. Udarni naslov Večernjih novosti, 21. studenog 1991, „Pokolj pre predaje”, donio je svjedočenje o navodnom pokolju 41 djeteta u obdaništu u vukovarskom predgrađu Borovo naselje, prema kom su članovi hrvatske nacionalne garde „sjekli grkljane djeci između pet i sedam godina i bacali ih u podrum”.
Dr. Vesna Bosanac, ravnateljica vukovarske bolnice iz koje su hrvatski zarobljenici i civili odvedeni na pogubljenje, vjeruje da je vijest o zaklanoj djeci namjerno puštena da bi izazvala gnjev i potakla Srbe na ubijanje Hrvata. Za leševe iza vukovarske bolnice je u prilogu na RTS-u rečeno da su oni bili „srpski ili uglavnom srpski“, dok je za preživjele civile unutar bolnice rečeno da su „ustaše preobučene u civile“.
Iako nitko nije vidio ubijenu srpski djecu, mediji su nekoliko dana na naslovnim stranama donosili priče o "strahotama koje su ustaše počinile nad srpskom nejači, s bizarnim detaljima, raznim svjedočenjima o strašnim zločinima i komentarima redakcije" o neljudskosti druge strane.
Kada je vijest o pokolju 40 srpskih beba u blizini Vukovara javno opovrgnuta na RTB-u, nakon što su stručnjaci za sudsku medicinu iz Beograda utvrdili da je riječ o izmišljotini, šteta je već bila nepopravljiva. U istom prilogu je nakon isprike komentatora RTB, puštena priča dobrovoljaca koji odlaze na ratište „kad vide šta se radi srpskoj deci.“ Dnevni list Politika koja je donosila velike naslove o zaklanoj djeci preko čitave naslovne strane, demanti je objavila na trećoj strani, u dnu, na samo tri reda.

### "30.000 ustaša u Dubrovniku"
Uoči opsade Dubrovnika, oficiri JNA (Pavle Strugar i drugi) su svjesno i namjerno širili dezinformacije o vojnoj situaciji na terenu i preuveličavali "opasnost" od hrvatskog napada na Crnu Goru koji je navodno pretio od "30.000 naoružanih ustaša i 7000 terorista, uključujući i kurdske plaćenike". Ovu propagandu su naširoko rasprostirali državni mediji Srbije i Crne Gore.
Istina je da su hrvatske vojne snage u Dubrovniku u ono doba bile praktično nepostojeće. Grad je branila samo jedna lokalna jedinica koja je imala manje od 1500 muškaraca bez tenkova i teškog topništva. Niti je bilo ikakvih plaćenika na hrvatskoj strani.

### "Paljenje guma u Dubrovniku"
Tijekom opsade Dubrovnika 1991, dok je JNA granatirala grad,  informacije su glasile da je Dubrovnik samo blokiran i da se ne vrši nikakvo bombardiranje niti razaranje grada. Kada su informacije o granatiranju Dubrovnika procurile u srpsko-crnogorsku javnost, predstavnici vojske su priopćili da "crni dim ne potiče od razaranja grada već od paljenja guma". Radio-televizija Srbije je prikazivala slike Dubrovnika sa stubovima dima objašnjavajući kako lokalno stanovništvo pali automobilske gume da bi simulirali ratna razaranja grada.

### Krivotvorenje slike Uroša Predića
Kao zloglasni primjer ratne propagande ističe se jedna krivotvorina tiražnog srbijanskog lista "Večernje novosti" u doba rata u BiH. "Večernje novosti" su 1994. otišle toliko daleko da su objavile sliku čuvenog srpskog slikara Uroša Predića "Siroče na majčinom grobu" (ulje na platnu) iz 19. stoljeća, kao aktualnu fotografiju dječaka iz Srebrenice "na grobu oca, majke i ostale rodbine koju su pri napadu pobili muslimani".
Koliko je poznato, pravnih posljedica po novinare "Večernjih novosti" nije bilo.

### "Slučaj Markale"
Pokolji na Markalama su dva slučaja granatiranja civila na tržnici Markale u Sarajevu koje je počinila  Vojska Republike Srpske tijekom opsade Sarajeva. Ohrabreni inicijalnim izvještajem UNPROFOR-a, srpski mediji su tvrdili da je bosanska vlada granatirala vlastite civile kako bi privukla zapadne sile da interveniraju protiv Srba. Priče o tome kako bosanski Muslimani ubijaju sami svoje civile samo da bi mogli optužiti Srbe postigle su veliki učinak i ohrabrile su poricanja srpskih ratnih zločina. 
Međutim, u siječnju 2003., Sud za ratne zločine je nedvosmisleno utvrdio da su pokolj počinile srpske snage oko Sarajeva. Iako široko zastupljena u međunarodnim medijima, ova presuda je bila ignorirana u samoj Srbiji.

### "Kastriranje muške djece"
U Prijedoru, lokalni mediji plasirali su morbidne optužbe protiv bošnjačkih i hrvatskih liječnika. Lokalni mediji  "Kozarski vjesnik" i Radio Prijedor obavijestili su javnost da je dr. Željko Sikora s kolegama dr. Osmanom Mahmuljinom i dr. Mirzom Mujadžićem "izazivao abortuse kod Srpkinja koje nose mušku djecu, kastrirao srpske muške bebe", a pripisali su im i "ubistvo" dr. Mirjane Kovrlije 1989. godine (tri godine prije početka rata), koja je navodno otkrila navodne nečasne radnje ovih liječnika. Dr.  Željko Sikora i dr. Osman Mahmuljin ubijeni su u koncentracijskom logoru Keraterm.

## Suđenja
Državni tužitelji Republike Srbije u razdoblju od 1989. – 2000. nisu ni jednom pokrenuli sudski postupak protiv ijednog javnog medija i njegovog odgovornog urednika ili novinara za kaznena dijela propagiranja vjerske, nacionalne ili rasne mržnje.
Tužiteljstvo Međunarodnog suda za ratne zločine počinjene na području bivše Jugoslavije je, pak, upravo aktivnosti srpskih državnih medija nastojalo iskoristiti kao dokaz za udruženi zločinački pothvat, odnosno jedan od ključnih dijelova optužnice protiv bivšeg srbijanskog predsjednika Slobodana Miloševića.
Slobodan Milošević je kontrolirao, manipulirao ili se na drugi način služio državnim sredstvima javnog informiranja u Srbiji za širenje preuveličanih i neistinitih poruka o nacionalno motiviranim napadima bosanskih Muslimana i bosanskih Hrvata na srpski narod, kako bi se među Srbima koji žive u Srbiji, Hrvatskoj i Bosni i Hercegovini stvorila atmosfera straha i mržnje, koja je doprinijela prisilnom uklanjanju većine nesrba, prije svega bosanskih Muslimana i bosanskih Hrvata, iz velikih dijelova teritorije Bosne i Hercegovine.
U današnjoj Srbiji, pak, prozapadno orijentiran dio javnosti često poziva da se novinarima i urednicima koji su u ratno doba širili šovinističku propagandu sudi kao ratnim zločincima.[nedostaje izvor]

## Vanjske poveznice
Članci:
- Politika falsifikata Arhivirana inačica izvorne stranice od 22. listopada 2012. (Wayback Machine)
- Novinari ratni huškači  Arhivirana inačica izvorne stranice od 28. srpnja 2011. (Wayback Machine)
- Estetika ratne propagande  Arhivirana inačica izvorne stranice od 25. ožujka 2010. (Wayback Machine)
- “Večernje novosti” o zauzeću Vukovara  Arhivirana inačica izvorne stranice od 24. ožujka 2010. (Wayback Machine)
- Kako su Večernje novosti i Politika izvještavali o Vukovaru  Arhivirana inačica izvorne stranice od 10. lipnja 2015. (Wayback Machine)
- Ratna propaganda „Pobjede“ o napadima na Dubrovnik  Arhivirana inačica izvorne stranice od 23. listopada 2010. (Wayback Machine)
- Analiza ratne propagande “Politike” (1988-1991) deo I  Arhivirana inačica izvorne stranice od 12. lipnja 2010. (Wayback Machine), deo II  Arhivirana inačica izvorne stranice od 18. veljače 2010. (Wayback Machine), deo III  Arhivirana inačica izvorne stranice od 19. siječnja 2015. (Wayback Machine)
- Politička propaganda i projekt “Svi Srbi u jednoj državi”: posljedice instrumentalizacije medija za ultranacionalističke svrhe

Video:
- RTS priznaje laž o bebama zaklanim u Vukovaru (Video)
- RTS: srpsku decu u Sarajevu bacaju lavovima (Video)
- 30 000 Ustasa marsira na Crnu Goru (Video)